# Llista de topònims de Constantí
Llista de topònims (noms propis de lloc) del municipi de Constantí, al Tarragonès
Informació actualitzada per un bot. Els canvis manuals es perdran quan s'actualitzi!

## casa
| imatge | Nom                                      | Ubicat a  | instància de | Detalls | coordenades                                          | Protecció                   | Commons (més fotos)                            | Dades a WD                    |
| ------ | ---------------------------------------- | --------- | ------------ | ------- | ---------------------------------------------------- | --------------------------- | ---------------------------------------------- | ----------------------------- |
|        | Casa Brunet                              | Constantí | casa         |         | 41° 09′ 09″ N, 1° 12′ 54″ E / 41.152485°N,1.214969°E | bé cultural d'interès local | Casa Brunet (Constantí)                        | Modifica les dades a Wikidata |
|        | habitatge a la plaça de l'Església, 4    | Constantí | casa         |         | 41° 09′ 13″ N, 1° 12′ 45″ E / 41.15371°N,1.212579°E  | bé cultural d'interès local | Habitatge plaça Església 4 (Constantí)         | Modifica les dades a Wikidata |
|        | habitatge al carrer Sant Pere, 45        | Constantí | casa         |         | 41° 09′ 10″ N, 1° 12′ 44″ E / 41.152641°N,1.212213°E | bé cultural d'interès local | Habitatge carrer Sant Pere 45 (Constantí)      | Modifica les dades a Wikidata |
|        | habitatge al raval de Sant Cristòfol, 10 | Constantí | casa         |         | 41° 09′ 17″ N, 1° 12′ 46″ E / 41.154631°N,1.212657°E | bé cultural d'interès local | Habitatge carrer Sant Cristòfol 10 (Constantí) | Modifica les dades a Wikidata |

## curs d'aigua
| imatge | Nom                | Ubicat a                                                       | instància de | Detalls                                               | coordenades                                                                                               | Protecció | Commons (més fotos) | Dades a WD                    |
| ------ | ------------------ | -------------------------------------------------------------- | ------------ | ----------------------------------------------------- | --- | --------- | ------------------- | ----------------------------- |
|        | Francolí           | Conca de Barberà Alt Camp Tarragonès                           | curs d'aigua | Desemboca: mar Mediterrània Llarg: 60km Conca: 838km² | 41° 23′ 56″ N, 1° 03′ 08″ E / 41.398944°N,1.052333°E 41° 06′ 24″ N, 1° 13′ 39″ E / 41.106639°N,1.227446°E |           | Francolí River      | Modifica les dades a Wikidata |
|        | Riuclar            | Constantí Tarragona                                            | curs d'aigua |                                                       | 41° 06′ 24″ N, 1° 13′ 27″ E / 41.106624°N,1.224226°E 41° 07′ 56″ N, 1° 13′ 28″ E / 41.132152°N,1.224318°E |           |                     | Modifica les dades a Wikidata |
|        | riera de la Boella | Almoster Constantí la Selva del Camp Reus la Canonja Tarragona | curs d'aigua | Desemboca: mar Mediterrània                           | 41° 08′ 12″ N, 1° 10′ 07″ E / 41.136739°N,1.168608°E                                                      |           | Riera de la Boella  | Modifica les dades a Wikidata |

## edifici
| imatge | Nom                  | Ubicat a  | instància de | Detalls                             | coordenades                                                                                         | Protecció                   | Commons (més fotos)            | Dades a WD                    |
| ------ | -------------------- | --------- | ------------ | ----------------------------------- | --------------------------------------------------------------------------------------------------- | --------------------------- | ------------------------------ | ----------------------------- |
|        | Sindicat Agrícola    | Constantí | edifici      | Estil: noucentisme                  | 41° 09′ 11″ N, 1° 12′ 48″ E / 41.153132°N,1.213344°E ca:Major, 18                                   | bé cultural d'interès local | Sindicat Agrícola de Constantí | Modifica les dades a Wikidata |
|        | Societat El Casino   | Constantí | edifici      | Estil: arquitectura modernista 1914 | 41° 09′ 13″ N, 1° 12′ 48″ E / 41.1536111°N,1.2133333°E ca:Carrer Major, 13                          | bé cultural d'interès local | El Casino (Constantí)          | Modifica les dades a Wikidata |
|        | Torre d'en Fàbregues | Constantí | edifici      | Estil: arquitectura modernista 1916 | 41° 10′ 38″ N, 1° 09′ 45″ E / 41.177346°N,1.162526°E ca:Camí Ral - Carretera de Sant Ramon 132 msnm | bé cultural d'interès local | Torre d'en Fàbregues           | Modifica les dades a Wikidata |

## església
| imatge | Nom                                          | Ubicat a  | instància de     | Detalls                                          | coordenades                                                                                  | Protecció                   | Commons (més fotos)     | Dades a WD                    |
| ------ | -------------------------------------------- | --------- | ---------------- | ------------------------------------------------ | -------------------------------------------------------------------------------------------- | --------------------------- | ----------------------- | ----------------------------- |
|        | Església Vella                               | Constantí | església         | Estil: arquitectura romànica                     | 41° 09′ 16″ N, 1° 12′ 45″ E / 41.154513°N,1.212446°E                                         | bé cultural d'interès local |                         | Modifica les dades a Wikidata |
|        | Mare de Déu de Montserrat de Clos Montserrat | Constantí | església capella |                                                  | 41° 08′ 12″ N, 1° 11′ 25″ E / 41.1365490268484°N,1.19016236732131°E ca:masia Clos Montserrat |                             |                         | Modifica les dades a Wikidata |
|        | Sant Bartomeu                                | Constantí | església         |                                                  | 41° 09′ 20″ N, 1° 13′ 35″ E / 41.1556394808037°N,1.22629599688513°E                          |                             |                         | Modifica les dades a Wikidata |
|        | Sant Feliu de Constantí                      | Constantí | església         | Estil: modernisme català arquitectura modernista | 41° 09′ 14″ N, 1° 12′ 45″ E / 41.1539°N,1.21255°E                                            | bé cultural d'interès local | Sant Feliu de Constantí | Modifica les dades a Wikidata |
|        | Sant Llorenç de Constantí                    | Constantí | església ermita  |                                                  | 41° 08′ 43″ N, 1° 11′ 38″ E / 41.1451567563328°N,1.19396508807862°E                          |                             |                         | Modifica les dades a Wikidata |

## granja
| imatge | Nom               | Ubicat a  | instància de | Detalls | coordenades                                                         | Protecció | Commons (més fotos) | Dades a WD                    |
| ------ | ----------------- | --------- | ------------ | ------- | ------------------------------------------------------------------- | --------- | ------------------- | ----------------------------- |
|        | Granges de Fillat | Constantí | granja       |         | 41° 10′ 33″ N, 1° 12′ 04″ E / 41.1759009979784°N,1.20100064030673°E |           |                     | Modifica les dades a Wikidata |
|        | Granja de Cerdà   | Constantí | granja       |         | 41° 10′ 27″ N, 1° 12′ 20″ E / 41.1740698687031°N,1.20544960900471°E |           |                     | Modifica les dades a Wikidata |

## masia
| imatge | Nom                     | Ubicat a  | instància de | Detalls                                          | coordenades                                                                               | Protecció                   | Commons (més fotos)   | Dades a WD                    |
| ------ | ----------------------- | --------- | ------------ | ------------------------------------------------ | ----------------------------------------------------------------------------------------- | --------------------------- | --------------------- | ----------------------------- |
|        | Clos Montserrat         | Constantí | masia        | Estil: arquitectura popular                      | 41° 08′ 10″ N, 1° 11′ 26″ E / 41.136012°N,1.190619°E                                      | bé cultural d'interès local | Clos Montserrat       | Modifica les dades a Wikidata |
|        | Mas Antic de Caselles   | Constantí | masia        |                                                  | 41° 10′ 11″ N, 1° 08′ 57″ E / 41.1696100686987°N,1.14904582302896°E                       |                             |                       | Modifica les dades a Wikidata |
|        | Mas Bover               | Constantí | masia        | Estil: arquitectura eclèctica                    | 41° 10′ 12″ N, 1° 10′ 10″ E / 41.169881°N,1.169583°E                                      | bé cultural d'interès local | Mas Bover (Constantí) | Modifica les dades a Wikidata |
|        | Mas Giró                | Constantí | masia        |                                                  | 41° 09′ 45″ N, 1° 09′ 15″ E / 41.1624224534682°N,1.15411103519869°E                       |                             |                       | Modifica les dades a Wikidata |
|        | Mas Nou                 | Constantí | masia        |                                                  | 41° 10′ 14″ N, 1° 08′ 50″ E / 41.1706883416127°N,1.14720357135567°E                       |                             |                       | Modifica les dades a Wikidata |
|        | Mas Vell dels Frares    | Constantí | masia        |                                                  | 41° 08′ 48″ N, 1° 11′ 53″ E / 41.1465348997425°N,1.19799062456296°E                       |                             |                       | Modifica les dades a Wikidata |
|        | Mas Vermell             | Constantí | masia        |                                                  | 41° 08′ 50″ N, 1° 10′ 28″ E / 41.147158310222°N,1.174465728818°E                          |                             |                       | Modifica les dades a Wikidata |
|        | Mas d'Alemany           | Constantí | masia        | Estil: arquitectura barroca                      | 41° 08′ 10″ N, 1° 11′ 26″ E / 41.136°N,1.19061111°E ca:Camí de Gavarres                   |                             |                       | Modifica les dades a Wikidata |
|        | Mas d'en Calixt         | Constantí | masia        |                                                  | 41° 11′ 11″ N, 1° 10′ 11″ E / 41.1862803745992°N,1.1697518977453°E                        |                             |                       | Modifica les dades a Wikidata |
|        | Mas de Bosc             | Constantí | masia        |                                                  | 41° 09′ 24″ N, 1° 12′ 02″ E / 41.156574198672°N,1.2004233934231°E                         |                             |                       | Modifica les dades a Wikidata |
|        | Mas de Carlos           | Constantí | masia        |                                                  | 41° 09′ 33″ N, 1° 11′ 36″ E / 41.1592682867881°N,1.19319626109049°E                       |                             |                       | Modifica les dades a Wikidata |
|        | Mas de Carretes         | Constantí | masia        |                                                  | 41° 10′ 46″ N, 1° 09′ 25″ E / 41.1794733514545°N,1.15692268702294°E                       |                             |                       | Modifica les dades a Wikidata |
|        | Mas de Caselles de Baix | Constantí | masia        |                                                  | 41° 10′ 03″ N, 1° 09′ 01″ E / 41.1675751302865°N,1.15021165079418°E                       |                             |                       | Modifica les dades a Wikidata |
|        | Mas de Caterinet        | Constantí | masia        |                                                  | 41° 09′ 37″ N, 1° 11′ 50″ E / 41.1601674195762°N,1.19711658001707°E                       |                             |                       | Modifica les dades a Wikidata |
|        | Mas de Cavaller         | Constantí | masia        |                                                  | 41° 11′ 10″ N, 1° 11′ 03″ E / 41.186042191899°N,1.1841165861438°E                         |                             |                       | Modifica les dades a Wikidata |
|        | Mas de Folch            | Constantí | masia        | Estil: modernisme català arquitectura modernista | 41° 09′ 18″ N, 1° 10′ 09″ E / 41.15496°N,1.16914°E                                        | bé cultural d'interès local |                       | Modifica les dades a Wikidata |
|        | Mas de Font             | Constantí | masia        |                                                  | 41° 10′ 31″ N, 1° 09′ 38″ E / 41.1751899756971°N,1.16055954183125°E                       |                             |                       | Modifica les dades a Wikidata |
|        | Mas de Gavaldà          | Constantí | masia        |                                                  | 41° 08′ 31″ N, 1° 12′ 25″ E / 41.1419193322254°N,1.20698191074644°E                       |                             |                       | Modifica les dades a Wikidata |
|        | Mas de Llaurador        | Constantí | masia        |                                                  | 41° 10′ 50″ N, 1° 09′ 44″ E / 41.1806499889609°N,1.16235004502273°E                       |                             |                       | Modifica les dades a Wikidata |
|        | Mas de Montaner         | Constantí | masia        |                                                  | 41° 08′ 46″ N, 1° 13′ 36″ E / 41.1462488284292°N,1.2265610638322°E                        |                             |                       | Modifica les dades a Wikidata |
|        | Mas de Montserrat       | Constantí | masia        |                                                  | 41° 10′ 48″ N, 1° 10′ 51″ E / 41.1801144370921°N,1.18080848863082°E                       |                             |                       | Modifica les dades a Wikidata |
|        | Mas de Peregiró         | Constantí | masia        |                                                  | 41° 09′ 32″ N, 1° 11′ 57″ E / 41.1587951192299°N,1.19921605274601°E                       |                             |                       | Modifica les dades a Wikidata |
|        | Mas de Porta            | Constantí | masia        |                                                  | 41° 10′ 04″ N, 1° 09′ 55″ E / 41.1677969354769°N,1.16520056826071°E                       |                             |                       | Modifica les dades a Wikidata |
|        | Mas de Roig             | Constantí | masia        |                                                  | 41° 08′ 42″ N, 1° 11′ 52″ E / 41.1450553360328°N,1.19784049025739°E                       |                             |                       | Modifica les dades a Wikidata |
|        | Mas de Salín            | Constantí | masia        |                                                  | 41° 09′ 56″ N, 1° 11′ 51″ E / 41.1654877006207°N,1.19749517462481°E                       |                             |                       | Modifica les dades a Wikidata |
|        | Mas de Sanaüja          | Constantí | masia        |                                                  | 41° 10′ 10″ N, 1° 12′ 09″ E / 41.169501398699°N,1.20245121978849°E                        |                             |                       | Modifica les dades a Wikidata |
|        | Mas de Sant Ramon       | Constantí | masia        | Estil: arquitectura barroca                      | 41° 10′ 40″ N, 1° 10′ 23″ E / 41.177645°N,1.172998°E ca:Camí de la Selva 120 msnm         | bé cultural d'interès local | Mas de Sant Ramon     | Modifica les dades a Wikidata |
|        | Mas de Santamaria       | Constantí | masia        |                                                  | 41° 10′ 44″ N, 1° 10′ 57″ E / 41.1788696104022°N,1.18240470941586°E                       |                             |                       | Modifica les dades a Wikidata |
|        | Mas de Santper          | Constantí | masia        |                                                  | 41° 10′ 32″ N, 1° 09′ 42″ E / 41.1756116818561°N,1.16158489054359°E                       |                             |                       | Modifica les dades a Wikidata |
|        | Mas de Segarra          | Constantí | masia        |                                                  | 41° 08′ 16″ N, 1° 10′ 59″ E / 41.1377784063863°N,1.183003739337°E                         |                             |                       | Modifica les dades a Wikidata |
|        | Mas de Serapi           | Constantí | masia        |                                                  | 41° 09′ 07″ N, 1° 12′ 21″ E / 41.1519447877971°N,1.20583875890763°E                       |                             |                       | Modifica les dades a Wikidata |
|        | Mas de Simó             | Constantí | masia        |                                                  | 41° 08′ 49″ N, 1° 12′ 33″ E / 41.1469599909149°N,1.20907287347058°E                       |                             |                       | Modifica les dades a Wikidata |
|        | Mas de Valent           | Constantí | masia        |                                                  | 41° 08′ 27″ N, 1° 12′ 36″ E / 41.1408227498297°N,1.21002627947724°E                       |                             |                       | Modifica les dades a Wikidata |
|        | Mas de Ventura          | Constantí | masia        | Estil: arquitectura neoclàssica                  | 41° 09′ 46″ N, 1° 10′ 49″ E / 41.1627°N,1.18026°E ca:Polígon Industrial - Camí d'Almoster | bé cultural d'interès local |                       | Modifica les dades a Wikidata |
|        | Mas de Vidal            | Constantí | masia        |                                                  | 41° 11′ 02″ N, 1° 10′ 07″ E / 41.183996142074°N,1.1686736442212°E                         |                             |                       | Modifica les dades a Wikidata |
|        | Mas de l'Abdó           | Constantí | masia        |                                                  | 41° 10′ 09″ N, 1° 09′ 27″ E / 41.1692953903622°N,1.15750603806506°E                       |                             |                       | Modifica les dades a Wikidata |
|        | Mas de l'Adrià          | Constantí | masia        |                                                  | 41° 10′ 55″ N, 1° 10′ 08″ E / 41.1819237090303°N,1.16880021978101°E                       |                             |                       | Modifica les dades a Wikidata |
|        | Mas de l'Aleu           | Constantí | masia        |                                                  | 41° 09′ 16″ N, 1° 09′ 34″ E / 41.1544393795381°N,1.15957872982826°E                       |                             |                       | Modifica les dades a Wikidata |
|        | Mas de l'Apelagós       | Constantí | masia        |                                                  | 41° 10′ 28″ N, 1° 10′ 46″ E / 41.1745609175978°N,1.17935284209002°E                       |                             |                       | Modifica les dades a Wikidata |
|        | Mas de l'Escardó        | Constantí | masia        |                                                  | 41° 10′ 40″ N, 1° 10′ 46″ E / 41.177863928359°N,1.1795739260055°E                         |                             |                       | Modifica les dades a Wikidata |
|        | Mas de l'Oller          | Constantí | masia        |                                                  | 41° 10′ 15″ N, 1° 09′ 27″ E / 41.1708276681585°N,1.1575703791209°E                        |                             |                       | Modifica les dades a Wikidata |
|        | Mas de l'Òdena          | Constantí | masia        |                                                  | 41° 10′ 07″ N, 1° 09′ 29″ E / 41.1685015304865°N,1.15799316358098°E                       |                             |                       | Modifica les dades a Wikidata |
|        | Mas de la Cansalada     | Constantí | masia        |                                                  | 41° 11′ 07″ N, 1° 10′ 48″ E / 41.1853449995865°N,1.18006753496328°E                       |                             |                       | Modifica les dades a Wikidata |
|        | Mas de la Closa         | Constantí | masia        | Estil: modernisme català                         | 41° 09′ 22″ N, 1° 12′ 36″ E / 41.15615°N,1.21008°E ca:Selva, 2B                           | bé cultural d'interès local |                       | Modifica les dades a Wikidata |
|        | Mas de la Ferrerota     | Constantí | masia        | Estil: arquitectura popular                      | 41° 09′ 42″ N, 1° 13′ 34″ E / 41.161729°N,1.226226°E                                      | bé cultural d'interès local |                       | Modifica les dades a Wikidata |
|        | Mas de la Llebre        | Constantí | masia        |                                                  | 41° 09′ 20″ N, 1° 10′ 37″ E / 41.1554443652276°N,1.17689073148177°E                       |                             |                       | Modifica les dades a Wikidata |
|        | Mas de la Mussara       | Constantí | masia        |                                                  | 41° 09′ 26″ N, 1° 09′ 45″ E / 41.1571597926949°N,1.16241058379536°E                       |                             |                       | Modifica les dades a Wikidata |
|        | Mas de la Sena          | Constantí | masia        |                                                  | 41° 09′ 34″ N, 1° 09′ 20″ E / 41.159533°N,1.155532°E                                      |                             |                       | Modifica les dades a Wikidata |
|        | Mas de les Beates       | Constantí | masia        |                                                  | 41° 08′ 35″ N, 1° 12′ 55″ E / 41.1429311934966°N,1.21529510685321°E                       |                             |                       | Modifica les dades a Wikidata |
|        | Mas del Barber          | Constantí | masia        | Estil: arquitectura popular                      | 41° 09′ 08″ N, 1° 10′ 12″ E / 41.1523°N,1.16999°E                                         | bé cultural d'interès local |                       | Modifica les dades a Wikidata |
|        | Mas del Ferro Vell      | Constantí | masia        |                                                  | 41° 10′ 35″ N, 1° 09′ 29″ E / 41.1764998953193°N,1.15798362202554°E                       |                             |                       | Modifica les dades a Wikidata |
|        | Mas del Gandó           | Constantí | masia        |                                                  | 41° 09′ 07″ N, 1° 09′ 32″ E / 41.1518608599731°N,1.15886434799689°E                       |                             |                       | Modifica les dades a Wikidata |
|        | Mas del Nadal           | Constantí | masia        |                                                  | 41° 09′ 13″ N, 1° 09′ 29″ E / 41.1535688772932°N,1.15808959216119°E                       |                             |                       | Modifica les dades a Wikidata |
|        | Mas del Pèl             | Constantí | masia        |                                                  | 41° 10′ 28″ N, 1° 10′ 03″ E / 41.1743262999692°N,1.16740253896746°E                       |                             |                       | Modifica les dades a Wikidata |
|        | Mas del Simonet         | Constantí | masia        |                                                  | 41° 10′ 30″ N, 1° 11′ 15″ E / 41.175066337645°N,1.18740948317748°E                        |                             |                       | Modifica les dades a Wikidata |
|        | Mas dels Frares         | Constantí | masia        | Estil: arquitectura popular                      | 41° 08′ 54″ N, 1° 11′ 54″ E / 41.148346°N,1.198463°E ca:Camí de Sant Llorenç              | bé cultural d'interès local | Mas dels Frares       | Modifica les dades a Wikidata |
|        | Mas dels Indis          | Constantí | masia        |                                                  | 41° 10′ 48″ N, 1° 09′ 40″ E / 41.1800359834427°N,1.16112731868499°E                       |                             |                       | Modifica les dades a Wikidata |
|        | Maset de l'Asat         | Constantí | masia        |                                                  | 41° 10′ 22″ N, 1° 11′ 10″ E / 41.1728383507274°N,1.18606426360198°E                       |                             |                       | Modifica les dades a Wikidata |
|        | Maset del Cabaler       | Constantí | masia        |                                                  | 41° 10′ 13″ N, 1° 10′ 48″ E / 41.1703918108333°N,1.18000471562567°E                       |                             |                       | Modifica les dades a Wikidata |
|        | la Ferrerota            | Constantí | masia        |                                                  | 41° 09′ 41″ N, 1° 13′ 35″ E / 41.161482585726°N,1.2265100658822°E                         |                             |                       | Modifica les dades a Wikidata |

## molí d'aigua
| imatge | Nom                       | Ubicat a  | instància de                | Detalls                                  | coordenades                                                               | Protecció                                  | Commons (més fotos)          | Dades a WD                    |
| ------ | ------------------------- | --------- | --------------------------- | ---------------------------------------- | ------------------------------------------------------------------------- | ------------------------------------------ | ---------------------------- | ----------------------------- |
|        | Molí Paperer              | Constantí | molí d'aigua                | Estil: arquitectura popular 15th century | 41° 09′ 17″ N, 1° 13′ 31″ E / 41.15469°N,1.22526°E ca:Camí de Centcelles  | bé cultural d'interès local                |                              | Modifica les dades a Wikidata |
|        | Molí Paperer de Constantí | Constantí | molí d'aigua Ús: paper mill |                                          | 41° 09′ 17″ N, 1° 13′ 30″ E / 41.15479°N,1.225069°E                       |                                            |                              | Modifica les dades a Wikidata |
|        | Molí de Constantí         | Constantí | molí d'aigua                | Estil: arquitectura popular              | 41° 09′ 20″ N, 1° 13′ 20″ E / 41.15552°N,1.222239°E ca:Camí de Centcelles | bé cultural d'interès local                | Molí de Constantí            | Modifica les dades a Wikidata |
|        | Molí de Manuella          | Constantí | molí d'aigua                | Estil: arquitectura popular              | 41° 09′ 17″ N, 1° 13′ 31″ E / 41.154731°N,1.225163°E                      | bé integrant del patrimoni cultural català | Molí de Manuella (Constantí) | Modifica les dades a Wikidata |
|        | Molí de Reus              | Constantí | molí d'aigua                | Estil: arquitectura popular              | 41° 09′ 17″ N, 1° 13′ 36″ E / 41.15469°N,1.226656°E ca:Camí de Centcelles | bé cultural d'interès local                | Molí de Reus (Constantí)     | Modifica les dades a Wikidata |

## Misc
| imatge | Nom                             | Ubicat a                                      | instància de                                                                 | Detalls                                                                  | coordenades                                                                     | Protecció                                                                                        | Commons (més fotos)            | Dades a WD                    |
| ------ | ------------------------------- | --------------------------------------------- | ---------------------------------------------------------------------------- | ------------------------------------------------------------------------ | ------------------------------------------------------------------------------- | ------------------------------------------------------------------------------------------------ | ------------------------------ | ----------------------------- |
|        | Ajuntament de Constantí         | Constantí                                     | casa consistorial                                                            |                                                                          | 41° 09′ 11″ N, 1° 12′ 49″ E / 41.15309°N,1.21366°E ca:C. Major, 27              | bé cultural d'interès local                                                                      |                                | Modifica les dades a Wikidata |
|        | Constantí                       | Constantí                                     | entitat singular de població capital municipal                               | 6921 hab                                                                 | 41° 09′ 14″ N, 1° 12′ 45″ E / 41.15392°N,1.21262°E 83 msnm                      |                                                                                                  |                                | Modifica les dades a Wikidata |
|        | Molí de Vent                    | Constantí                                     | molí de vent                                                                 | Estil: arquitectura popular                                              | 41° 08′ 53″ N, 1° 13′ 59″ E / 41.14799°N,1.23316°E                              | bé integrant del patrimoni cultural català                                                       |                                | Modifica les dades a Wikidata |
|        | Muralla de Constantí            | Constantí                                     | muralla urbana                                                               | Estil: arquitectura popular                                              | 41° 09′ 13″ N, 1° 12′ 39″ E / 41.1537°N,1.21084°E                               | bé cultural d'interès nacional                                                                   | Muralla de Constantí           | Modifica les dades a Wikidata |
|        | Polígon industrial de Constantí | Constantí                                     | polígon industrial                                                           |                                                                          | 41° 09′ 41″ N, 1° 10′ 11″ E / 41.161295200954°N,1.16982763632463°E              |                                                                                                  |                                | Modifica les dades a Wikidata |
|        | Pont de les Caixes              | Constantí                                     | aqüeducte pont                                                               |                                                                          | 41° 09′ 44″ N, 1° 14′ 07″ E / 41.162234°N,1.235396°E ca:Barranc de la Ferrerota | bé cultural d'interès local                                                                      | Pont de les Caixes (Constantí) | Modifica les dades a Wikidata |
|        | Pretasa                         | Constantí                                     | vèrtex geodèsic                                                              | Alt: 1.2m                                                                | 41° 10′ 52″ N, 1° 10′ 41″ E / 41.181162°N,1.178177°E 132.909 msnm               |                                                                                                  |                                | Modifica les dades a Wikidata |
|        | Sant Ramon                      | Constantí                                     | muntanya                                                                     |                                                                          | 41° 10′ 53″ N, 1° 10′ 41″ E / 41.18137778°N,1.17806667°E 119.5 msnm             |                                                                                                  |                                | Modifica les dades a Wikidata |
|        | TP-2235                         | Tarragonès els Pallaresos Constantí Tarragona | carretera                                                                    |                                                                          | 41° 10′ 06″ N, 1° 14′ 58″ E / 41.16829167°N,1.24951389°E                        |                                                                                                  |                                | Modifica les dades a Wikidata |
|        | Vila de Constantí               | Constantí                                     | centre històric                                                              |                                                                          | 41° 09′ 14″ N, 1° 12′ 47″ E / 41.154°N,1.213°E                                  | bé cultural d'interès local                                                                      |                                | Modifica les dades a Wikidata |
|        | el Forn Teuler                  | Constantí                                     | teuleria                                                                     |                                                                          | 41° 09′ 53″ N, 1° 12′ 18″ E / 41.164751691178°N,1.2049673013033°E               |                                                                                                  |                                | Modifica les dades a Wikidata |
|        | estació de Constantí            | Constantí                                     | estació de ferrocarril                                                       |                                                                          | 41° 10′ 00″ N, 1° 10′ 15″ E / 41.16675°N,1.1708333333333334°E                   |                                                                                                  |                                | Modifica les dades a Wikidata |
|        | plàtans del Mas de Cavaller     | Constantí                                     | arbre singular                                                               | Taxon: plàtan (Platanus ×hispanica) Ample: 24m Alt: 31m Perímetre: 4.75m | 41° 11′ 08″ N, 1° 11′ 01″ E / 41.18547°N,1.18349°E ca:Mas de Cavaller 116 msnm  | arbre monumental                                                                                 | Platans de Mas Cavaller        | Modifica les dades a Wikidata |
|        | vil·la romana de Centcelles     | Constantí                                     | mausoleu vil·la romana jaciment arqueològic estructura romana ruïnes romanes | Superfície: 0ha                                                          | 41° 09′ 21″ N, 1° 13′ 34″ E / 41.155781°N,1.226134°E ca:Afores, s/n             | bé d'interès cultural lloc component de Patrimoni de la Humanitat bé cultural d'interès nacional | Centcelles villa and mausoleum | Modifica les dades a Wikidata |